# Kočevski Rog
Kočevski Rog (ali tudi samo Rog, nemško Hornwald) je kraška planota, ki je del Kočevskega višavja nad Črmošnjiško dolino, sicer del Dolenjske. Pogorje je del dinarskega gorstva, najvišji je osrednji del s 1099 metrov visokim Velikim rogom, bližnji vrh Pogorelca pa doseže 821 metrov. Predvsem je to območje velikih gozdov, z ostanki Rajhenavskega pragozda (Rajhenavski Rog), s številnimi divjimi živalmi, predvsem zvermi, od medveda do volka in risa.
Ortenburžani so okrog leta 1350 tam dodatno naselili nemške kmete, Kočevarje. Ti so razvili svoj dialekt. Leta 1941 so se odselili v domove nasilno izseljenih Slovencev okoli Brežic in Krškega. Od takrat je Rog pretežno nenaseljen. V letu 1942 je bil v Kočevskem Rogu nekaj časa sedež CK KPS, IO OF in glavnega poveljstva slovenskih partizanskih čet ter tiskarne in tehnike. Zgrajena je bila vrsta skrivnih bolnišnic in naselje Baza 20, ki je danes, skupaj z dvema bolnišnicama, spomenik in turistična zanimivost. V bližini je edino dolenjsko smučišče Rog-Črmošnjice oz. Gače.
Kočevski Rog je tudi eno od mest, kjer v vsaj petih breznih in jamah ležijo žrtve povojnih pobojev, hrvaški domobrani in ustaši, srbski četniki in slovenski domobranci, ki so po porazu bežali v Avstrijo in jih je britanska kopenska vojska vrnila v domovino. Večja so v zadnjem času tudi urejena in označena. Osrednje simbolno grobišče Pod Krenom ima novo kapelo.